# Veine thyroïdienne supérieure
La veine thyroïdienne supérieure commence à la surface et dans le pole supérieur de la glande thyroïde, par des affluents correspondant aux branches de l'artère thyroïdienne supérieure, et se termine dans la partie supérieure de la veine jugulaire interne.
Elle reçoit les veines laryngées supérieures et cricothyroïdiennes.

## Galerie

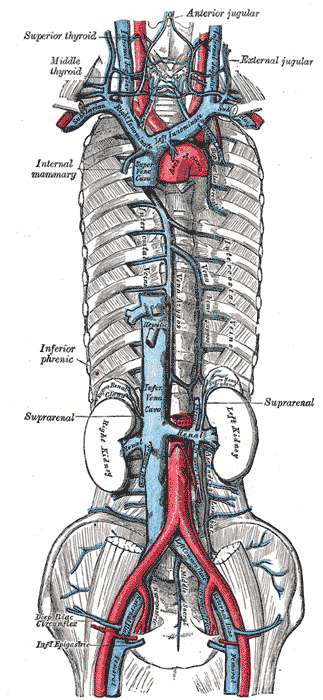
Les veines caves supérieure et inférieure et les veines azygos avec leurs affluents.
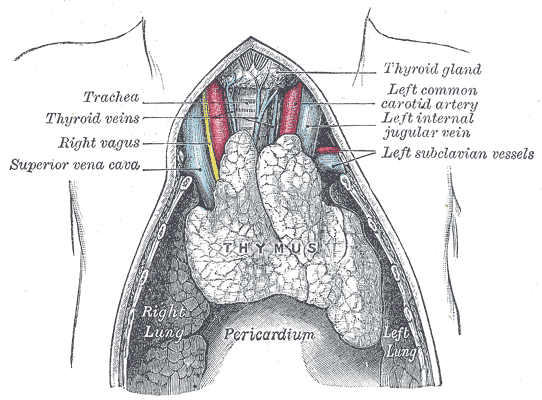
Le thymus d'un fœtus.